# Капоферато (Каљари)
Капоферато је насеље у Италији у округу Каљари, региону Сардинија.
Према процени из 2011. у насељу је живело 21 становника. Насеље се налази на надморској висини од 10 м.